# Робърт Мъртън
Робърт Мъртън (на английски: Robert Merton) е американски икономист, работил в областта на финансите, университетски преподавател и нобелов лауреат за икономика. В началото на 70-те, наред с Фишер Блек и Майрън Шолс, той е сред създателите на математически модел на пазара на опции, свързани с пазара на акции. През 1997 той получава, заедно с Майрън Шолс, Наградата за икономически науки на Шведската банка в памет на Алфред Нобел.

## Биография
Роден е на 31 юли 1944 г. в Ню Йорк и получава бакалавърската си степен от Факултета по инженерство и приложни науки към Колумбийския университет степен бакалавър на науките в инженерната математика от училището за инженерство и приложна наука на Колумбийския университет, магистър на науките от Калифорнийския технологичен институт, с докторат от МИТ през 1970, след което преподава в Училището по мениджмънт Слоун, МИТ до 1988, а по-късно се премества в Харвард, където е професор в Училището за бизнес администрация.
Майрън Шоулс и Робърт Мъртън са били на борда на директорите на Long-Term Capital Management, хедж фонд (hedge fund), основан от Джон Мериуедър. Фондът банкрутира през 1998 г.

## Оценяване на опции
Роберт Кархарт Мъртън заедно с Фишер Блек и Майрън Шолс в началото на 70-те на 20 век разработват математически модел за оценяването на опции. Мъртън публикува статия на тази тема по същото време с публикуването на друга статия, другата статия е от Фишер Блек и Майрън Шоулс, като двете статии стигат до същите резултати. Бидейки студент на професора от Масачузетския технологичен институт Пол Самюелсън, помага за добавянето на stochastic calculus във финансовата икономика, което позволява поведението на цените да бъде обяснено изцяло чрез теорията на вероятностите. Работата по модела, който сега се известен като Модел на Блек-Шоулс и е най-широко използван за оценяването на опции и всякакви производни финансови инструменти, е наистина революционна. За разлика от по-късно създадения биномен модел, в който се разглежда света като място в 2 времеви периода (сега, утре) и въз основа на това се разработва дърво с вероятности, тази теория предлага нещо ново – безброй много времеви периода между 2 точки във времето. Тази теория предлага поглед върху пазара на акции (и практически каквото и да е друго), който е много по-реален, което довежда до резултати, които са много по-реалистични.
Морално не е особено честно, че името на модела изключва името не Мъртън. Все пак, Мъртън, заедно с Шоулс получават Нобеловата награда за икономика от Банката на Швеция за тяхната революционна работа върху опциите. Те получават наградата през 1997 г. Фишер Блак не я получава заради своята смърт.
През 2002 г. Мъртън заема твърда позиция по повод диспутите относно включването на опциите на акции в счетоводните доклади на корпорациите като част от заплащането на своите работници. Съгласно съществуващите правила, опциите на акции не е нужно да се вписват като разходи (съответно никой не го прави). Това се спряга като една от главните причини, заради които се появява бумът, спадът и съответно скандалите с компаниите от сферата на информационните технологии в края на 90-те години (90-те). Мъртън е един от тези, които подкрепят вписването на опциите като разход в счетоводните доклади.